# 深海正治
深海 正治（ふかうみ まさはる、1920年（大正9年）2月21日 - 2021年（令和3年）5月28日）は、日本の技術者。
オリンパス光学工業専務、オリンパス精機社長。

## 概要
佐賀県出身。久留米高等工業学校（現 : 九州大学工学部）精密機械科を卒業後、旧海軍の技術士官に採用され、大尉に任官。終戦まで機銃や零式艦上戦闘機の同調発射装置の設計を担当。
終戦後の1948年（昭和23年）にオリンパス光学工業に入社。1949年（昭和24年）、諏訪工場から杉浦睦夫が主任技師を務める研究所に異動。東京大学医学部附属病院副手の宇治達郎から胃の内部を撮影するカメラの製作を杉浦とともに依頼され、海軍時代に銃身内部の検査を行う装置を研究していたことを活かし、食道よりも細い管の中にカメラの全ての機能を詰め込む設計を考案。胃カメラの開発に貢献する。
オリンパス光学工業専務を経て、オリンパス精機に出向して社長を務めた後オリンパスを退社。コパル電子（現 : ニデックコンポーネンツ）副社長を務め、退任を機にエンジニアからの第一線を退いた。
その後は趣味で墨彩画や篆刻、表装を始め、「深海青涛（ふかうみ せいとう）」の雅号で個展を2回開いた。
1990年（平成2年）年、胃カメラ開発の功績により、宇治、杉浦とともに第24回吉川英治文化賞受賞（杉浦と宇治は没後の受賞となった）。
2021年（令和3年）、101歳で死去。胃カメラ開発に携わった3人の中で最長寿であった。

## 著書
- 胃カメラの技術物語 : 胃カメラの歴史を七つのキーワードで探る（1999年12月1日、めいけい出版）[3]

## 関連作品
- 光る壁画（吉村昭　1981年5月25日、新潮社）- 主人公の「曾根菊男」のモデルとなっている（ただし、出身地をはじめとしてプライベートの部分は大方フィクションとしている）。